# جامعة يريفان الحكومية
جامعة ولاية يريفان ((بالأرمنية: Երևանի Պետական Համալսարան, ԵՊՀ)‏) هي أقدم الجامعات التي لا تزال عاملة في أرمينيا، فقد تأسست عام 1919 وهي أكبر جامعة حكومية وأشهرها في البلاد.
وبذا تعرف بشكل غير رسمي بجامعة أرمينيا الأم (Մայր ԲՈւՀ, Mayr Buh).
يعمل في الجامعة 3150 موظفاً، منهم 1190 أعضاء هيئة التدريس، منهم 25 أكاديمي، و130 بروفيسوراً و700 بروفيسور مساعد و360 مدرس مساعد. كما يوجدفيها حوالي 400 باحث و1350 طالب دراسات عليا، أما عدد الطلاب الجامعيين فيبلغ 8500 منهم 300 طالب من الخارج.
لغة التدريس في الجامعة هي اللغة الأرمنية، كما تلقى المحاضرات للطلاب الأجانب باللغة الروسية واللغة الإنجليزية. تبدأ السنة الدراسية في الأول من سبتمبر حتى 30 يونيو.

## التاريخ

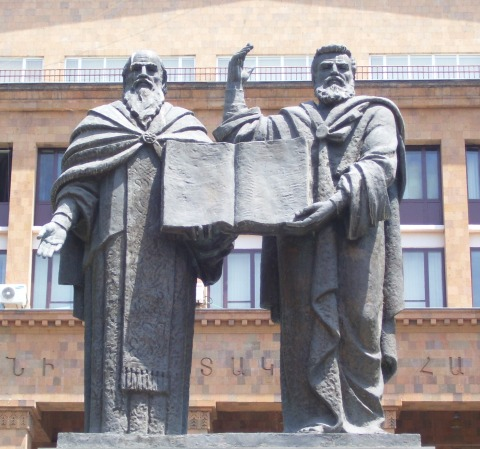
تمثال ميسروب ماشدوتس وإسحاق الأرمني في جامعة ولاية يريفان

تأسست جامعة ولاية يريفان في شهر أيار (مايو) عام 1919 وافتتحت رسمياً في 31 يناير1920.
كان اسم الجامعة قديماً «جامعة يريڤان العامة» وكانت تقع في شارع أستافيان (يعرف باسم أبوڤيان حالياً) في أبنية تدريس سابقة بنيت في الفترة 1900-1906.
بدأ تشييد الأبنية الجديدة (التي صممتها المعماري تيغرانيان) في خمسينيات القرن الماضي بين شارعي مرافيان وتشارينتس، ولا تزال موجودة. أما أول رئيس للجامعة فكان هـ. مانانديان (1921).
بدأت الجامعة بكليتين هما كلية العلوم الفيزيائية وكلية العلوم الاجتماعية. ثم افتتحت لاحقاً كليات الزراعة، دراسات شرقية التعليم المهني. وفي عام 1923، أضيفت كلية الأعمال. عام 1930 تأسست في يريڤان معهد البوليتكنيك وكلية الطب ومعهد التربية.
نظراً لعمليات فصل الكليات الأخيرة إلى معاهد (جامعات) منفصلة مثل الجامعة الوطنية للعمارة والإنشاء في أرمينيا، يشار إلى جامعة يريڤان باسم «الجامعة الأم».

## التصنيف
عام 2010، وحسب تقرير ترتيب الجامعات حسب الأداء الأكاديمي فقد كان ترتيب جامعة ولاية يريفان 954 على مستوى العالم من بين 20,000 جامعة ومعهد وترتيبها هو الأول على مستوى جامعات أرمينيا.

## وصلات خارجية
- الموقع الرسمي للجامعة باللغة الإنجليزية
- الاتحاد التجاري للجامعة
- اتحاد خريجي جامعة ولاية يريفان